# Takagi & Ketra
Takagi & Ketra ist ein italienisches Musikproduzenten- und Songwriter-Duo, bestehend aus Alessandro Merli (* 4. Oktober 1973 in Mailand) und Fabio Clemente (* 1985 oder 1986 in Vasto, Provinz Chieti).

## Karriere
Alessandro Francesco Merli begann mit 17 Jahren, in einem Musikgeschäft zu arbeiten, und schlug dann eine Laufbahn als DJ ein. 1996 wurde er Teil der Hip-Hop-Crew Spaghetti Funk und ging mit Articolo 31 auf Tournee. Mit dem Rapper Thema schloss er sich zum Duo Cricca zusammen, das kurz darauf mit dem Duo Rima nel Cuore zur Pop-Rap-Gruppe Gemelli Diversi fusionierte, die 1998 mit dem ersten Album debütierte. Sein Pseudonym THG änderte er später zu Takagi, 2014 verließ er Gemelli Diversi. Fabio Clemente (Ketra, auch Mr. Ketra) hingegen begann als Beatmaker der 2002 formierten Dancehall-Reggae-Gruppe Boomdabash, die 2008 das erste Album veröffentlichte.
Die beiden Musiker begegneten sich erstmals 2012 und tauschten Erfahrungen aus. Nach ersten Kollaborationen für Gemelli Diversi bzw. Boomdabash debütierten Takagi & Ketra mit der ersten gemeinsamen Eigenproduktion Nu juorno buono für den Rapper Rocco Hunt. Das Lied gewann in der Newcomer-Kategorie des Sanremo-Festivals 2014 und wurde mit Platin ausgezeichnet. Nach Rocco Hunt arbeiteten sie als Songwriter und Produzenten mit Fabri Fibra, Laura Pausini, Marracash, Mika oder Briga zusammen. Für Baby K und Giusy Ferreri produzierten und schrieben sie 2015 (zusammen mit Rocco Hunt und Federica Abbate) den Sommerhit Roma-Bangkok, der in Italien das erfolgreichste Lied des Jahres wurde und dazu beitrug, den italienischen Pop zu erneuern.
Nach weiteren Nummer-eins-Hits für das Duo J-Ax & Fedez (Vorrei ma non posto und Assenzio) erreichten Takagi & Ketra in Zusammenarbeit mit dem Musiker Calcutta 2016 mit dem Lied Oroscopo erstmals selbst die Charts. 2017 veröffentlichten sie als erste eigene Single L’esercito del selfie, mit Gesangsbeiträgen von Arisa und Lorenzo Fragola. Damit konnte das Duo erneut einen der Sommerhits des Jahres abliefern. Im Jahr darauf gelang dies mit dem Lied Amore e capoeira, wieder gesungen von Giusy Ferreri (in Zusammenarbeit mit Sean Kingston), das auch in der Schweiz ein Hit wurde. Der Nachfolger Jambo, diesmal mit Ferreri und Omi, erreichte im Sommer 2019 erneut die Chartspitze in Italien.

## Diskografie

### Singles
| Jahr | Titel Album              | Höchstplatzierung, Gesamtwochen, AuszeichnungChartplatzierungen (Jahr, Titel, Album, Platzierungen, Wochen, Auszeichnungen, Anmerkungen) | Höchstplatzierung, Gesamtwochen, AuszeichnungChartplatzierungen (Jahr, Titel, Album, Platzierungen, Wochen, Auszeichnungen, Anmerkungen) | Anmerkungen |
| Jahr | Titel Album              | IT | CH | Anmerkungen |
| ---- | ------------------------ | --- | --- | --- |
| 2017 | L’esercito del selfie –  | IT4 ×3Dreifachplatin · (21 Wo.)IT | CH53 (5 Wo.)CH | Erstveröffentlichung: 16. Juni 2017 Verkäufe: + 150.000; feat. Lorenzo Fragola & Arisa                                          |
| 2018 | Da sola / In the Night – | IT12 Platin · (20 Wo.)IT | — | Erstveröffentlichung: 12. Januar 2018 Verkäufe: + 50.000; feat. Tommaso Paradiso & Elisa                                        |
| 2018 | Amore e capoeira –       | IT1 ×5Fünffachplatin · (72 Wo.)IT | CH2 Platin · (34 Wo.)CH | Erstveröffentlichung: 1. Juni 2018 Verkäufe: + 270.000; feat. Giusy Ferreri & Sean Kingston                                     |
| 2019 | La luna e la gatta –     | IT9 ×2Doppelplatin · (26 Wo.)IT | — | Erstveröffentlichung: 1. März 2019 Verkäufe: + 100.000 feat. Tommaso Paradiso, Jovanotti & Calcutta                             |
| 2019 | Jambo –                  | IT1 ×4Vierfachplatin · (28 Wo.)IT | CH11 Platin · (27 Wo.)CH | Erstveröffentlichung: 24. Mai 2019 Verkäufe: + 300.000; mit Omi & Giusy Ferreri                                                 |
| 2020 | Ciclone –                | IT9 ×2Doppelplatin · (28 Wo.)IT | — | Erstveröffentlichung: 19. Juni 2020 Verkäufe: + 140.000; mit Elodie & Mariah feat. Gipsy Kings, Nicolas Reyes & Tonino Baliardo |
| 2021 | Venere e marte –         | IT2 ×2Doppelplatin · (24 Wo.)IT | — | Erstveröffentlichung: 8. Januar 2021 Verkäufe: + 140.000; mit Marco Mengoni & Frah Quintale                                     |
| 2021 | Shimmy Shimmy –          | IT22 Platin · (18 Wo.)IT | — | Erstveröffentlichung: 28. Mai 2021 Verkäufe: + 70.000; mit Giusy Ferreri                                                        |
| 2022 | Bubble –                 | IT10 ×2Doppelplatin · (24 Wo.)IT | — | Erstveröffentlichung: 10. Juni 2022 Verkäufe: + 200.000; feat. Thasup & Salmo                                                   |
| 2023 | Taxi sulla luna Souvenir | IT7 ×4Vierfachplatin · (52 Wo.)IT | — | Erstveröffentlichung: 8. Juni 2023 Verkäufe: + 400.000; mit Tony Effe & Emma                                                    |
| 2023 | Everyday –               | IT1 ×4Vierfachplatin · (43 Wo.)IT | CH44 (4 Wo.)CH | Erstveröffentlichung: 13. Oktober 2023 Verkäufe: + 400.000; feat. Shiva, Anna & Geolier                                         |
| 2024 | Fino all’alba Ferite     | IT12 Platin · (13 Wo.)IT | — | Erstveröffentlichung: 21. Juni 2024 Verkäufe: + 100.000; mit Capo Plaza                                                         |

### Gastbeiträge
| Jahr | Titel Album                     | Höchstplatzierung, Gesamtwochen, AuszeichnungChartplatzierungen (Jahr, Titel, Album, Platzierungen, Wochen, Auszeichnungen, Anmerkungen) | Höchstplatzierung, Gesamtwochen, AuszeichnungChartplatzierungen (Jahr, Titel, Album, Platzierungen, Wochen, Auszeichnungen, Anmerkungen) | Anmerkungen                                                                                     |
| Jahr | Titel Album                     | IT | CH | Anmerkungen                                                                                     |
| --- | ------------------------------- | --- | --- | ----------------------------------------------------------------------------------------------- |
| 2016 | Oroscopo –                      | IT80 (8 Wo.)IT | — | Erstveröffentlichung: 13. Mai 2016 Calcutta feat. Takagi & Ketra                                |
| 2022 | Panico Sirio                    | IT2 ×6Sechsfachplatin · (84 Wo.)IT | — | Erstveröffentlichung: 15. April 2022 Verkäufe: + 600.000; Lazza feat. Takagi & Ketra            |
| 2022 | Chiagne Il coraggio dei bambini | IT2 ×4Vierfachplatin · (73 Wo.)IT | — | Erstveröffentlichung: 28. Oktober 2022 Verkäufe: + 400.000; Geolier feat. Lazza, Takagi & Ketra |
| 2023 | Melodia Criminal –              | IT48 Gold · (10 Wo.)IT | — | Erstveröffentlichung: 7. Juli 2023 Verkäufe: + 50.000; mit Fred De Palma & Ana Mena             |
| 2025 | In auto alle 6:00 –             | IT20 (4 Wo.)IT | — | Erstveröffentlichung: 2. Mai 2025 Emis Killa feat. Lazza & Takagi & Ketra                       |
| Folgende Lieder erschienen nicht als Single, wurden aber durch das Album zum Download und Streaming bereitgestellt und konnten somit eine Platzierung erlangen: |                                 | | |                                                                                                 |
| |                                 | | |                                                                                                 |
| 2024 | Episodio d’amore Dio lo sa      | IT11 Gold · (39 Wo.)IT | — | Verkäufe: + 50.000; Geolier feat. Takagi & Ketra                                                |

Weitere Singles
- 2020: Acqua e sapone (Francesca Michielin feat. Takagi & Ketra & Fred De Palma)

## Auszeichnungen für Musikverkäufe
Anmerkung: Auszeichnungen in Ländern aus den Charttabellen bzw. Chartboxen sind in ebendiesen zu finden.
| Land/RegionAuszeichnungen für Musikverkäufe (Land/Region, Auszeichnungen, Verkäufe, Quellen) | Gold     | Platin       | Verkäufe  | Quellen      |
| -------------------------------------------------------------------------------------------- | -------- | ------------ | --------- | ------------ |
| Italien (FIMI)                                                                               | 2× Gold2 | 40× Platin40 | 3.280.000 | fimi.it      |
| Schweiz (IFPI)                                                                               | —        | 2× Platin2   | 40.000    | hitparade.ch |
| Insgesamt                                                                                    | 2× Gold2 | 42× Platin42 |           |              |

## Kompositionen und Produktionen
Nicht aufgeführt sind die unter eigenem Namen veröffentlichten Lieder.
| Jahr | Titel                                 | Interpret                                       | Funktion                 |
| ---- | ------------------------------------- | ----------------------------------------------- | ------------------------ |
| 2013 | Original Badman                       | Boomdabash                                      | Komponisten              |
| 2014 | L’importante                          | Boomdabash                                      | Komponisten              |
| 2014 | Cerco la fidanzata                    | Denny LaHome                                    | Komponisten              |
| 2014 | Ragazza semplice                      | Denny LaHome                                    | Komponisten              |
| 2014 | Nu juorno buono                       | Rocco Hunt                                      | Komponisten              |
| 2014 | Ho scelto me                          | Rocco Hunt                                      | Komponisten              |
| 2014 | Vieni con me                          | Rocco Hunt                                      | Komponisten              |
| 2014 | L’amore eternit                       | Fedez feat. Noemi                               | Komponisten              |
| 2015 | Anna Wintour                          | Baby K                                          | Produzenten, Komponisten |
| 2015 | Chiedi alla luna                      | Baby K                                          | Produzenten, Komponisten |
| 2015 | Dindi                                 | Baby K                                          | Produzenten, Komponisten |
| 2015 | Hipster Love                          | Baby K                                          | Produzenten, Komponisten |
| 2015 | Kiss Kiss Bang Bang                   | Baby K                                          | Produzenten, Komponisten |
| 2015 | Lasciati le sneakers                  | Baby K                                          | Produzenten, Komponisten |
| 2015 | Super mega iper                       | Baby K                                          | Produzenten, Komponisten |
| 2015 | Venerdì                               | Baby K                                          | Produzenten, Komponisten |
| 2015 | Chiudo gli occhi e salto              | Baby K feat. Federica Abbate                    | Produzenten, Komponisten |
| 2015 | Licenza di uccidere                   | Baby K feat. Fred de Palma, DJ 2P               | Produzenten, Komponisten |
| 2015 | Roma-Bangkok                          | Baby K feat. Giusy Ferreri                      | Produzenten, Komponisten |
| 2015 | Fakeness                              | Baby K feat. Madh                               | Produzenten, Komponisten |
| 2015 | Un attimo                             | Boomdabash                                      | Komponisten              |
| 2015 | Mr. President                         | Boomdabash                                      | Komponisten              |
| 2015 | 21 grammi                             | Fedez                                           | Produzenten, Komponisten |
| 2015 | Beautiful Disaster                    | Fedez & Mika / Mika                             | Produzenten              |
| 2015 | Un altro viaggio                      | J-Ax mit Valerio Jovine                         | Produzenten              |
| 2015 | In cerca di un senso                  | Madh                                            | Komponisten              |
| 2015 | In radio                              | Marracash                                       | Produzenten, Komponisten |
| 2015 | Un mondo piccolo così                 | Moreno                                          | Produzenten              |
| 2015 | Qualcosa di strano                    | Rocco Hunt                                      | Produzenten, Komponisten |
| 2015 | Stella cadente                        | Rocco Hunt feat. Annalisa                       | Komponisten              |
| 2015 | Vene e vvà                            | Rocco Hunt                                      | Produzenten, Komponisten |
| 2016 | Portami con te                        | Boomdabash                                      | Komponisten              |
| 2016 | Baciami                               | Briga                                           | Produzenten, Komponisten |
| 2016 | Mentre nasce l’aurora                 | Briga                                           | Produzenten, Komponisten |
| 2016 | Il cielo guarda te                    | Fred de Palma                                   | Produzenten, Komponisten |
| 2016 | Me gusta                              | Jake La Furia feat. Alessio La Profunda Melodia | Produzenten, Komponisten |
| 2016 | Messi male                            | Marianne Mirage                                 | Komponisten              |
| 2017 | Nel male e nel bere                   | Briga                                           | Komponisten              |
| 2017 | Fenomeno                              | Fabri Fibra                                     | Produzenten, Komponisten |
| 2017 | Fa talmente male                      | Giusy Ferreri                                   | Komponisten              |
| 2017 | Allergia                              | J-Ax & Fedez feat. Loredana Bertè               | Produzenten, Komponisten |
| 2017 | Anni luce                             | J-Ax & Fedez feat. Nek                          | Produzenten, Komponisten |
| 2017 | Assenzio                              | J-Ax & Fedez                                    | Produzenten, Komponisten |
| 2017 | Comunisti col Rolex                   | J-Ax & Fedez                                    | Produzenten, Komponisten |
| 2017 | Cuore nerd                            | J-Ax & Fedez feat. Alessia Cara                 | Produzenten, Komponisten |
| 2017 | Fratelli di paglia                    | J-Ax & Fedez                                    | Produzenten, Komponisten |
| 2017 | Il giorno e la notte                  | J-Ax & Fedez feat. Giusy Ferreri                | Produzenten, Komponisten |
| 2017 | L’Italia per me                       | J-Ax & Fedez feat. Sergio Sylvestre             | Produzenten, Komponisten |
| 2017 | Meglio tardi che noi                  | J-Ax & Fedez feat. Arisa                        | Produzenten, Komponisten |
| 2017 | Milano intorno                        | J-Ax & Fedez                                    | Produzenten, Komponisten |
| 2017 | Musica del cazzo                      | J-Ax & Fedez                                    | Produzenten, Komponisten |
| 2017 | Piccole cose                          | J-Ax & Fedez feat. Alessandra Amoroso           | Produzenten, Komponisten |
| 2017 | Senza pagare                          | J-Ax & Fedez / feat. T-Pain                     | Produzenten, Komponisten |
| 2017 | Tutto il mondo è periferia            | J-Ax & Fedez                                    | Produzenten, Komponisten |
| 2017 | Vorrei ma non posto                   | J-Ax & Fedez                                    | Produzenten, Komponisten |
| 2017 | Pieno di stronzi                      | J-Ax & Fedez                                    | Produzenten              |
| 2017 | Fiori sui balconi                     | Federica Abbate                                 | Produzenten              |
| 2018 | Non ti dico no                        | Boomdabash feat. Loredana Bertè                 | Produzenten, Komponisten |
| 2018 | Mille lire                            | Marco Mengoni                                   | Produzenten, Komponisten |
| 2018 | Italiana                              | J-Ax & Fedez                                    | Produzenten, Komponisten |
| 2018 | Finalmente                            | Federica Abbate                                 | Produzenten, Komponisten |
| 2019 | Per un milione                        | Boomdabash                                      | Produzenten, Komponisten |
| 2019 | Tequila e San Miguel                  | Loredana Bertè                                  | Produzenten, Komponisten |
| 2019 | Tijuana                               | Emis Killa                                      | Produzenten              |
| 2019 | Ostia lido                            | J-Ax                                            | Komponisten              |
| 2019 | Mambo salentino                       | Boomdabash feat. Alessandra Amoroso             | Produzenten, Komponisten |
| 2019 | Una volta ancora                      | Fred De Palma feat. Ana Mena                    | Produzenten, Komponisten |
| 2019 | Camera con vista                      | Federica Abbate feat. Lorenzo Fragola           | Produzenten              |
| 2019 | Margarita                             | Elodie & Marracash                              | Produzenten, Komponisten |
| 2019 | Turbococco                            | Ghali                                           | Produzenten, Komponisten |
| 2019 | Il tuo profumo                        | Fred De Palma feat. Sofía Reyes                 | Produzenten, Komponisten |
| 2020 | Mainstream (La scala sociale del Rap) | J-Ax                                            | Komponisten              |
| 2020 | Pericoloso                            | J-Ax                                            | Komponisten              |
| 2020 | Reale                                 | J-Ax                                            | Komponisten              |
| 2020 | Supercalifragili                      | J-Ax feat. Annalisa & Luca Di Stefano           | Komponisten              |
| 2020 | Una voglia assurda                    | J-Ax                                            | Produzenten, Komponisten |
| 2020 | Quiéreme mientras se pueda            | Manuel Turizo                                   | Produzenten, Komponisten |
| 2020 | Ma il cielo è sempre blu              | Italian Allstars 4 Life                         | Produzenten              |
| 2020 | La isla                               | Giusy Ferreri / Elettra Lamborghini             | Produzenten, Komponisten |
| 2020 | Karaoke                               | Boomdabash & Alessandra Amoroso                 | Produzenten, Komponisten |

## Belege
1. 1 2  Takagi: Alessandro Merli. Mediaset, abgerufen am 19. Juli 2017 (italienisch).
2. ↑  Paola Calvano: C’è anche un vastese a Sanremo. È Ketra autore per Giusy Ferreri. In: IlCentro.it. 2. Februar 2017, abgerufen am 19. Juli 2017 (italienisch).
3. ↑  Alice Castagneri: Takagi e Ketra: “Così abbiamo reinventato i tormentoni estivi e svecchiato il pop”. In: LaStampa.it. 26. Juni 2017, abgerufen am 19. Juli 2017 (italienisch).
4. ↑  Takagi & Ketra, intervista al duo che ha svecchiato il suono del pop italiano. In: Rockol.it. 27. Februar 2017, abgerufen am 19. Juli 2017 (italienisch).
5. ↑  Takagi & Ketra, “Lʼesercito del selfie” pronto a conquistare lʼestate 2017. In: Tgcom24. Mediaset, 10. Juli 2017, abgerufen am 19. Juli 2017 (italienisch).
6. 1 2  Chartquellen (Singles):
  - Archivio classifiche Top Singoli. FIMI, abgerufen am 24. Juli 2024 (italienisch, IT).
  - Songs von Takagi & Ketra. In: hitparade.ch. Hung Medien, abgerufen am 26. März 2018 (CH).
7. ↑  Auszeichnungen für Musikverkäufe:
  - Certificazioni. FIMI, abgerufen am 16. August 2024 (italienisch).
  - Awards Takagi & Ketra. In: Hitparade.ch. Hung Medien, abgerufen am 12. Juli 2021 (CH).